# سلیم و سلمی
سلیم و سلمی یک داستان عاشقانه است.
منظومه‌ی سلیم و سلمی یک منظومه‌ی عاشقانه به اقتباس از لیلی و مجنون نظامی گنجوی است.
این داستان در قرن ۱۳ هجری توسط مفتون دنبلی به نظم کشیده شده است.